# Mellisa Hollingsworth
Mellisa Hollingsworth-Richards (ur. 4 października 1980 w Lacombe) – kanadyjska skeletonistka, brązowa medalistka olimpijska, wielokrotna medalistka mistrzostw świata i dwukrotna zdobywczyni Pucharu Świata.

## Kariera
Pierwszy sukces w karierze osiągnęła 12 grudnia 1996 roku w Königssee, kiedy zajęła drugie miejsce w zawodach Pucharu Świata. W zawodach tych rozdzieliła na podium Niemkę Steffi Hanzlik i swą rodaczkę, Michelle Kelly. W sezonie 1996/1997 jeszcze raz stanęła na podium: 21 grudnia w Igls była trzecia. Ostatecznie w klasyfikacji generalnej zajęła siódme miejsce. Pierwszy medal na arenie międzynarodowej wywalczyła w 2000 roku, zajmując drugie miejsce podczas mistrzostw świata w Igls. Rywalizację wygrała Hanzlik, a trzecie miejsce zajęła Tricia Stumpf z USA.
Na kolejny sukces musiała zaczekać do sezonu 2005/2006, kiedy sięgnęła po zwycięstwo w klasyfikacji generalnej Pucharu Świata. Hollingsworth stawała na podium we wszystkich siedmiu zawodach odnosząc przy tym swoje pierwsze zwycięstwa: 10 listopada 2005 roku w Calgary i 13 stycznia 2006 roku w Königssee. W 2006 roku wystąpiła również na igrzyskach olimpijskich w Turynie, gdzie wywalczyła brązowy medal. W zawodach tych wyprzedziły ją jedynie Maya Pedersen ze Szwajcarii oraz Brytyjka Shelley Rudman. Był to pierwszy w historii medal olimpijski w skeletonie w rywalizacji kobiet wywalczony dla Kanady.
W następnym sezonie Kanadyjka nie startowała, jednak powracając w sezonie 2007/2008 zajęła trzecie miejsce w klasyfikacji PŚ, ulegając tylko Katie Uhlaender z USA i Michelle Kelly. Na mistrzostwach świata w Altenbergu w 2008 roku była szósta, podobnie jak na rozgrywanych rok później mistrzostwach świata w Lake Placid. Bez medalu wróciła również z igrzysk olimpijskich w Vancouver, zajmując piątą pozycję. W sezonie 2009/2010 zdobyła jednak Puchar Świata, odnosząc dwa kolejne pucharowe zwycięstwa. Ostatecznie wyprzedziła Shelley Rudman i Niemkę Kerstin Szymkowiak.
Mistrzostwa świata w Königssee w 2011 roku przyniosły jej dwa medale. Najpierw zajęła trzecie miejsce indywidualnie, przegrywając tylko z dwoma Niemkami: Marion Thees i Anją Huber. Następnie brązowy medal wywalczyła także w zawodach mieszanych. Ponadto w sezonie 2010/2011 zajęła trzecie miejsce w klasyfikacji generalnej, plasując się za Huber i Rudman. Dwa medale zdobyła także podczas mistrzostw świata w Lake Placid w 2012 roku. Indywidualnie była tym razem druga, rozdzielając na podium Katie Uhlaender i Elizabeth Yarnold z Wielkiej Brytanii. W rywalizacji mieszanej zdobyła natomiast kolejny brązowy medal. Brała także udział w igrzyskach w Soczi w 2014 roku, gdzie była jedenasta.
Hollingsworth jest kuzynką byłego kanadyjskiego skeletonisty, Ryana Davenporta.